# كريغ جونستون
كريغ جونستون (بالإنجليزية: Craig Johnston)‏ مواليد 25 يونيو 1960 في جوهانسبرغ، هو لاعب كرة قدم إنجليزي دولي سابق كان يلعب كلاعب وسط. لعب خلال مسيرته 267 مباراة سجل خلالها 49 هدفاً.

## مرحلة الشباب

### أندية لعب لها
- نادي ميدلزبره

## المسيرة الاحترافية

### أندية لعب لها
- نادي ميدلزبره
- نادي ليفربول

## وصلات خارجية
- كريغ جونستون على موقع ميوزك برينز (الإنجليزية)
- كريغ جونستون على موقع إن إن دي بي (الإنجليزية)
- كريغ جونستون على موقع ديسكوغز (الإنجليزية)
- كريغ جونستون على موقع الاتحاد الأوربي (الإنجليزية)
- كريغ جونستون على موقع قاعدة بيانات كرة القدم.إي يو (الإنجليزية)
- كريغ جونستون على موقع عالم كرة القدم.نت (الإنجليزية)

- الموقع الرسمي